# Macrobiotus glebkai
Macrobiotus glebkai är en djurart som tillhör fylumet trögkrypare, och som beskrevs av Vladimir I. Biserov 1990. Macrobiotus glebkai ingår i släktet Macrobiotus och familjen Macrobiotidae. Inga underarter finns listade i Catalogue of Life.